# A Kaposvári Rákóczi FC 2007–2008-as szezonja
A Kaposvári Rákóczi FC 2007–2008-as szezonja szócikk a Kaposvári Rákóczi FC első számú férfi labdarúgócsapatának egy idényéről szól, mely sorozatban a 4., összességében pedig a 9. idénye a csapatnak a magyar első osztályban. A klub fennállásának ekkor volt a 84. évfordulója.

## Mérkőzések
| Színmagyarázat | Színmagyarázat |
| -------------- | -------------- |
|                | Győzelem.      |
|                | Döntetlen.     |
|                | Vereség.       |

### Soproni Liga 2007–08

#### Őszi fordulók
| 1. forduló 2007. július 21. 19:00 |

| Kaposvári Rákóczi | 1 – 1               | FC Sopron                                                       |
| ----------------- | ------------------- | --------------------------------------------------------------- |
| Szakály 56'       | (0 – 1) Jegyzőkönyv | Sira 35' Giura 9′ Dlusztus 50' Ködöböcz 58' Fehér 66' Varga 82' |

| Rákóczi Stadion, Kaposvár Nézőszám: 3 000 Játékvezető: Solymosi Péter (magyar) |

- A mérkőzést törölték és 3–0-val a Kaposvári Rákóczinak került jóváírásra.

| 2. forduló 2007. július 30. 20:00 |

| FC Fehérvár                       | 1 – 1               | Kaposvári Rákóczi                      |
| --------------------------------- | ------------------- | -------------------------------------- |
| Božić 44' Baranyai 46' Koller 69' | (1 – 0) Jegyzőkönyv | Zahorecz 46' (11-esből) 18' Maróti 29' |

| Sóstói Stadion, Székesfehérvár Nézőszám: 1 668 Játékvezető: Bognár Tamás (magyar) |

| 3. forduló 2007. augusztus 4. 19:00 |

| Kaposvári Rákóczi                        | 2 – 1               | Paksi FC                                 |
| ---------------------------------------- | ------------------- | ---------------------------------------- |
| André Alves 9' Zahorecz 88' Šuljić 90+2' | (0 – 0) Jegyzőkönyv | Márkus 64' Hanák 23' Zováth 87' Éger 88' |

| Rákóczi Stadion, Kaposvár Nézőszám: 3 500 Játékvezető: Berger József (magyar) |

| 4. forduló 2007. augusztus 13. 18:00 |

| Újpest                   | 0 – 2               | Kaposvári Rákóczi                             |
| ------------------------ | ------------------- | --------------------------------------------- |
| Kovács 51' Radulović 62' | (0 – 0) Jegyzőkönyv | Oláh 56' Vasiljević 70' Petrók 31' Maróti 90' |

| Szusza Ferenc Stadion, Budapest Nézőszám: 3 725 Játékvezető: Szilasi Szabolcs (magyar) |

| 5. forduló 2007. augusztus 18. 19:00 |

| Kaposvári Rákóczi                           | 1 – 1               | Diósgyőr                                  |
| ------------------------------------------- | ------------------- | ----------------------------------------- |
| Oláh 48' Zahorecz 10' Petrók 64' Pest 90+2′ | (0 – 1) Jegyzőkönyv | Simon 7' Douva 38' Kállai 59' Köteles 71' |

| Rákóczi Stadion, Kaposvár Nézőszám: 3 000 Játékvezető: Bede Ferenc (magyar) |

| 6. forduló 2007. augusztus 25. 16:00 |

| Debreceni VSC                                                                      | 4 – 0               | Kaposvári Rákóczi           |
| ---------------------------------------------------------------------------------- | ------------------- | --------------------------- |
| Kerekes 47' Kouemaha 48' Sándor 68' Leandro 73' Dzsudzsák 50' Rudolf 54' Dombi 88' | (0 – 0) Jegyzőkönyv | Vasiljević 56' Zahorecz 82' |

| Oláh Gábor utcai stadion, Debrecen Nézőszám: 5 500 Játékvezető: Sulyok Gergely (magyar) |

| 7. forduló 2007. szeptember 1. 19:00 |

| Kaposvári Rákóczi                                       | 4 – 3               | BFC Siófok                                    |
| ------------------------------------------------------- | ------------------- | --------------------------------------------- |
| André Alves 1' 40' Oláh 45' Vasiljević 69' 82' Grúz 84' | (3 – 1) Jegyzőkönyv | Kuttor 32' 39' Fülöp 48' 62' 18' Homonyik 88′ |

| Rákóczi Stadion, Kaposvár Nézőszám: 4 000 Játékvezető: Fábián Mihály (magyar) |

| 8. forduló 2007. szeptember 15. 18:00 |

| Zalaegerszegi TE                                           | 2 – 1               | Kaposvári Rákóczi                     |
| ---------------------------------------------------------- | ------------------- | ------------------------------------- |
| Waltner 13' 32' Miljatovič 2' Dudić 9' Polgár 19' Máté 51' | (2 – 1) Jegyzőkönyv | Zahorecz 2' (11-esből) 86′ Maróti 41' |

| ZTE Aréna, Zalaegerszeg Nézőszám: 4 000 Játékvezető: Vad II. István (magyar) |

| 9. forduló 2007. szeptember 22. 18:00 |

| Kaposvári Rákóczi | 0 – 3               | MTK Budapest                                            |
| ----------------- | ------------------- | ------------------------------------------------------- |
|                   | (0 – 2) Jegyzőkönyv | Urbán 19' Kanta 36' Lambulić 52' Horváth 44' Pátkai 55' |

| Rákóczi Stadion, Kaposvár Nézőszám: 2 500 Játékvezető: Andó-Szabó Sándor (magyar) |

| 10. forduló 2007. szeptember 29. 18:00 |

| Kaposvári Rákóczi    | 1 – 1               | Győri ETO                      |
| -------------------- | ------------------- | ------------------------------ |
| Oláh 37' Milinte 43' | (1 – 1) Jegyzőkönyv | Jäkl 3' Müller 37' Brnović 76' |

| Rákóczi Stadion, Kaposvár Nézőszám: 3 000 Játékvezető: Szilasi Szabolcs (magyar) |

| 11. forduló 2007. október 6. 18:00 |

| Budapest Honvéd                          | 0 – 1               | Kaposvári Rákóczi              |
| ---------------------------------------- | ------------------- | ------------------------------ |
| Smiljanić 36' Genito 51' Hercegfalvi 82' | (0 – 0) Jegyzőkönyv | Oláh 86' Graszl 13' Pintér 43' |

| Bozsik József Stadion, Budapest Nézőszám: 2 500 Játékvezető: Veizer Roland (magyar) |

| 12. forduló 2007. október 20. 18:00 |

| Kaposvári Rákóczi                | 1 – 0               | Vasas              |
| -------------------------------- | ------------------- | ------------------ |
| Oláh 57' Grúz 64' Zahorecz 90+3' | (0 – 0) Jegyzőkönyv | Tóth 47' Mundi 53' |

| Rákóczi Stadion, Kaposvár Nézőszám: 2 000 Játékvezető: Bede Ferenc (magyar) |

| 13. forduló 2007. november 3. 13:30 |

| Nyíregyháza Spartacus   | 0 – 2               | Kaposvári Rákóczi              |
| ----------------------- | ------------------- | ------------------------------ |
| Montvai 45' Hegedűs 50' | (0 – 2) Jegyzőkönyv | André Alves 30' 38' Maróti 56' |

| Nyíregyháza Városi Stadion, Nyíregyháza Nézőszám: 4 500 Játékvezető: Sulyok Gergely (magyar) |

| 14. forduló 2007. november 10. 16:00 |

| Kaposvári Rákóczi                                                    | 4 – 2               | FC Tatabánya                                            |
| -------------------------------------------------------------------- | ------------------- | ------------------------------------------------------- |
| Grúz 11' André Alves 29' 48' Leandro 74' Zahorecz 18' Vasiljević 37' | (2 – 2) Jegyzőkönyv | Megyesi 19' Takács 35' Caugherty 29' Filó 49' Béres 75' |

| Rákóczi Stadion, Kaposvár Nézőszám: 2 500 Játékvezető: Pánczél Krisztián (magyar) |

| 15. forduló 2007. november 24. 13:00 |

| Rákospalotai EAC               | 1 – 1               | Kaposvári Rákóczi      |
| ------------------------------ | ------------------- | ---------------------- |
| Torma 90' Horváth 32' Erős 35' | (0 – 1) Jegyzőkönyv | Leandro 45' Maróti 47' |

| Budai II László Stadion, Budapest Nézőszám: 800 Játékvezető: Arany Tamás (magyar) |

#### Tavaszi fordulók
| 16. forduló 2008. február 23. |

| FC Sopron | 0 – 3               | Kaposvári Rákóczi |
| --------- | ------------------- | ----------------- |
|           | (0 – 0) Jegyzőkönyv |                   |

| Káposztás utcai Stadion, Sopron |

- A mérkőzést törölték és 3–0-val a Kaposvári Rákóczinak került jóváírásra.

| 17. forduló 2008. március 1. 16:00 |

| Kaposvári Rákóczi | 1 – 0               | FC Fehérvár         |
| ----------------- | ------------------- | ------------------- |
| Nikolics 76'      | (0 – 0) Jegyzőkönyv | Sitku 60' Dvéri 63' |

| Rákóczi Stadion, Kaposvár Nézőszám: 2 500 Játékvezető: Sulyok Gergely (magyar) |

| 18. forduló 2008. március 8. 16:00 |

| Paksi FC                           | 1 – 1               | Kaposvári Rákóczi          |
| ---------------------------------- | ------------------- | -------------------------- |
| Tököli 72' 77′ Éger 76′ Zováth 84' | (0 – 0) Jegyzőkönyv | André Alves 80' Maróti 31' |

| Révész Géza utcai stadion, Siófok Nézőszám: 600 Játékvezető: Vad II. István (magyar) |

| 19. forduló 2008. március 14. 19:00 |

| Kaposvári Rákóczi                       | 0 – 3               | Újpest                                         |
| --------------------------------------- | ------------------- | ---------------------------------------------- |
| Pintér 68' Pest 70' Graszl 71' Grúz 83' | (0 – 0) Jegyzőkönyv | Tisza 47' 90+3' Hajdú 83' Kovács 66' Božić 70' |

| Rákóczi Stadion, Kaposvár Nézőszám: 6 000 Játékvezető: Mészáros István (magyar) |

| 20. forduló 2008. március 22. 16:00 |

| Diósgyőr                                 | 2 – 1               | Kaposvári Rákóczi               |
| ---------------------------------------- | ------------------- | ------------------------------- |
| Sebők 66' 90+3′ Martínez 83' Hegedűs 67' | (0 – 1) Jegyzőkönyv | Leandro 11' Graszl 60' Ribi 75' |

| DVTK-stadion, Miskolc Nézőszám: 2 500 Játékvezető: Veizer Roland (magyar) |

| 21. forduló 2008. március 30. 16:00 |

| Kaposvári Rákóczi                                                   | 2 – 2               | Debreceni VSC                   |
| ------------------------------------------------------------------- | ------------------- | ------------------------------- |
| Szakály 23' Oláh 63' Pintér 34' Zahorecz 41' Pest 70' Bozović 90+2' | (1 – 0) Jegyzőkönyv | Leandro 72' Bíró 90+3' Máté 61′ |

| Rákóczi Stadion, Kaposvár Nézőszám: 3 000 Játékvezető: Andó-Szabó Sándor (magyar) |

| 22. forduló 2008. április 5. 19:00 |

| BFC Siófok     | 0 – 2               | Kaposvári Rákóczi                          |
| -------------- | ------------------- | ------------------------------------------ |
| Magasföldi 37' | (0 – 1) Jegyzőkönyv | Oláh 41' Grúz 86' Szakály 66' Graszl 90+1' |

| Révész Géza utcai stadion, Siófok Nézőszám: 1 200 Játékvezető: Németh Ádám (magyar) |

| 23. forduló 2008. április 14. 18:00 |

| Kaposvári Rákóczi              | 0 – 2               | Zalaegerszegi TE                                       |
| ------------------------------ | ------------------- | ------------------------------------------------------ |
| Pintér 38' Petrók 65' Grúz 74' | (0 – 1) Jegyzőkönyv | Méyé 5' 45' Waltner 65' (11-esből) Zatara 58' Máté 84' |

| Rákóczi Stadion, Kaposvár Nézőszám: 3 000 Játékvezető: Bognár Tamás (magyar) |

| 24. forduló 2008. április 18. 19:00 |

| MTK Budapest                    | 3 – 2               | Kaposvári Rákóczi                       |
| ------------------------------- | ------------------- | --------------------------------------- |
| Urbán 4' Lambulić 15' Szabó 51' | (2 – 0) Jegyzőkönyv | Obrić 75' Nikolics 86' 70' Zahorecz 71' |

| Hidegkuti Nándor Stadion, Budapest Nézőszám: 1 000 Játékvezető: Mészáros István (magyar) |

| 25. forduló 2008. április 26. 15:00 |

| Győri ETO                         | 1 – 1               | Kaposvári Rákóczi                         |
| --------------------------------- | ------------------- | ----------------------------------------- |
| Brnović 48' Nikolov 50' Stark 85' | (0 – 0) Jegyzőkönyv | Oláh 78' Grúz 45' Maróti 53' Zahorecz 90' |

| ETO Park, Győr Nézőszám: 4 000 Játékvezető: Fábián Mihály (magyar) |

| 26. forduló 2008. május 5. 18:00 |

| Kaposvári Rákóczi          | 1 – 0               | Budapest Honvéd                                     |
| -------------------------- | ------------------- | --------------------------------------------------- |
| Oláh 43' Pest 75' Grúz 90' | (1 – 0) Jegyzőkönyv | Vincze 10' Benjamin 64' Ivancsics 79' Smiljanić 90' |

| Rákóczi Stadion, Kaposvár Nézőszám: 2 500 Játékvezető: Szabó Zsolt (magyar) |

| 27. forduló 2008. május 10. 19:00 |

| Vasas     | 1 – 2               | Kaposvári Rákóczi                              |
| --------- | ------------------- | ---------------------------------------------- |
| Lázok 33' | (1 – 1) Jegyzőkönyv | André Alves 17' (11-esből) Oláh 67' Maróti 15' |

| Illovszky Rudolf Stadion, Budapest Nézőszám: 1 500 Játékvezető: Németh Ádám (magyar) |

| 28. forduló 2008. május 17. 19:00 |

| Kaposvári Rákóczi                            | 1 – 1               | Nyíregyháza Spartacus                                                              |
| -------------------------------------------- | ------------------- | ---------------------------------------------------------------------------------- |
| André Alves 43' Kovácsevics 89' Pintér 90+2' | (1 – 0) Jegyzőkönyv | Miskolczi 70' Zaleh 16' Hegedűs 26' Zabos 47' Granát 56' Vukadinović 76' Cséke 78′ |

| Rákóczi Stadion, Kaposvár Nézőszám: 2 000 Játékvezető: Kassai Viktor (magyar) |

| 29. forduló 2008. május 25. 18:00 |

| FC Tatabánya                                  | 2 – 6               | Kaposvári Rákóczi                                                                   |
| --------------------------------------------- | ------------------- | ----------------------------------------------------------------------------------- |
| Németh 69' Ferenczi 85' Vámosi 57' Almási 81' | (0 – 2) Jegyzőkönyv | André Alves 15' Oláh 38' 46' 83' Leandro 56' Nikolics 90+1' Zahorecz 37' Maróti 47' |

| BVSC Stadion, Budapest Nézőszám: zárt kapus Játékvezető: Pánczél Krisztián (magyar) |

| 30. forduló 2008. június 1. 19:00 |

| Kaposvári Rákóczi         | 3 – 0               | Soproni REAC |
| ------------------------- | ------------------- | ------------ |
| Oláh 49' 58' Nikolics 88' | (0 – 0) Jegyzőkönyv | Kapcsos 80'  |

| Rákóczi Stadion, Kaposvár Nézőszám: 3 000 Játékvezető: Mészáros István (magyar) |

#### A bajnokság végeredménye
|    | Csapat                | Játszott | Gy | D  | V  | LG | KG | GK  | Pont |
| -- | --------------------- | -------- | -- | -- | -- | -- | -- | --- | ---- |
| 1  | MTK Budapest          | 30       | 20 | 6  | 4  | 65 | 22 | +43 | 66   |
| 2  | Debreceni VSC         | 30       | 19 | 7  | 4  | 67 | 27 | +40 | 64   |
| 3  | Győri ETO             | 30       | 17 | 9  | 4  | 66 | 34 | +32 | 60   |
| 4  | Újpest                | 30       | 16 | 7  | 7  | 57 | 40 | +17 | 55   |
| 5  | FC Fehérvár           | 30       | 17 | 3  | 10 | 48 | 32 | +16 | 54   |
| 6  | Kaposvári Rákóczi     | 30       | 15 | 8  | 7  | 50 | 37 | +13 | 53   |
| 7  | Zalaegerszegi TE      | 30       | 13 | 7  | 10 | 55 | 39 | +15 | 46   |
| 8  | Budapest Honvéd       | 30       | 12 | 7  | 11 | 45 | 36 | +11 | 43   |
| 9  | Nyíregyháza Spartacus | 30       | 12 | 6  | 12 | 36 | 36 | 0   | 42   |
| 10 | Vasas                 | 30       | 12 | 5  | 13 | 42 | 45 | –3  | 41   |
| 11 | Paksi FC              | 30       | 10 | 9  | 11 | 53 | 50 | +3  | 39   |
| 12 | Rákospalotai EAC      | 30       | 8  | 9  | 13 | 44 | 58 | –14 | 33   |
| 13 | BFC Siófok            | 30       | 7  | 8  | 15 | 36 | 46 | –10 | 29   |
| 14 | Diósgyőr              | 30       | 5  | 13 | 12 | 45 | 63 | –18 | 28   |
| 15 | FC Tatabánya¹         | 30       | 3  | 4  | 23 | 37 | 92 | –55 | 13   |
| 16 | FC Sopron²            | törölve  |    |    |    |    |    |     |      |

* Gy: Győzelem D: Döntetlen V: Vereség LG: Lőtt gól KG: Kapott gól GK: Gólkülönbség
|  | A Bajnokok Ligája selejtezőjének második körébe jut     |
|  | Az UEFA-kupa selejtezőjének első fordulójába jut        |
|  | UEFA Intertotó Kupa selejtezőjének első fordulójába jut |
|  | Kiesők                                                  |

¹Az FC Tatabánya a 2008/09-es bajnokságra nem kért licencet.

²Jogerős licencmegvonás, és így kizárva a bajnokságból.

#### Az eredmények összesítése
Az alábbi táblázatban összesítve szerepelnek a Kaposvári Rákóczi FC 2007/08-as bajnokságban elért eredményei.
| Ősz/tavasz (forduló)    | Otthon | Otthon | Otthon | Otthon | Otthon | Otthon | Otthon | Idegenben | Idegenben | Idegenben | Idegenben | Idegenben | Idegenben | Idegenben |
| Ősz/tavasz (forduló)    | M      | GY     | D      | V      | LG–KG  | GK     | P      | M         | GY        | D         | V         | LG–KG     | GK        | P         |
| ----------------------- | ------ | ------ | ------ | ------ | ------ | ------ | ------ | --------- | --------- | --------- | --------- | --------- | --------- | --------- |
| Őszi szezon (1–15.)     | 8      | 5      | 2      | 1      | 16–11  | +5     | 17     | 7         | 3         | 2         | 2         | 8–8       | 0         | 11        |
| Tavaszi szezon (16–30.) | 7      | 3      | 2      | 2      | 8–8    | 0      | 11     | 8         | 4         | 2         | 2         | 18–10     | +8        | 14        |
| Összesen (1–30.)        | 15     | 8      | 4      | 3      | 24–19  | +5     | 28     | 15        | 7         | 4         | 4         | 26–18     | +8        | 25        |

#### Helyezések fordulónként
| Forduló  | 1  | 2  | 3  | 4  | 5 | 6  | 7  | 8 | 9  | 10 | 11 | 12 | 13 | 14 | 15 | 16 | 17 | 18 | 19 | 20 | 21 | 22 | 23 | 24 | 25 | 26 | 27 | 28 | 29 | 30 |
| -------- | -- | -- | -- | -- | - | -- | -- | - | -- | -- | -- | -- | -- | -- | -- | -- | -- | -- | -- | -- | -- | -- | -- | -- | -- | -- | -- | -- | -- | -- |
| Helyszín | O  | I  | O  | I  | O | I  | O  | I | O  | O  | I  | O  | I  | O  | I  | I  | O  | I  | O  | I  | O  | I  | O  | I  | I  | O  | I  | O  | I  | O  |
| Eredmény | GY | D  | GY | GY | D | V  | GY | V | V  | D  | GY | GY | GY | GY | D  | GY | GY | D  | V  | V  | D  | GY | V  | V  | D  | GY | GY | D  | GY | GY |
| Helyezés | 8  | 10 | 8  | 5  | 8 | 10 | 6  | 8 | 10 | 11 | 8  | 5  | 5  | 5  | 5  | 5  | 5  | 5  | 6  | 6  | 6  | 6  | 7  | 8  | 8  | 6  | 6  | 6  | 6  | 6  |

Helyszín: O = Otthon; I = Idegenben. Eredmény: GY = Győzelem; D = Döntetlen; V = Vereség.

### Magyar kupa
| 3. forduló 2007. augusztus 29. 16:30 |

| Komlói Bányász | 1 – 3               | Kaposvári Rákóczi                                          |
| -------------- | ------------------- | ---------------------------------------------------------- |
| Gelencsér 73'  | (0 – 0) Jegyzőkönyv | André Alves 53' Grúz 59' Farkas 90' Pintér 40' Szakály 85' |

| Komló Játékvezető: Kovács Gábor (magyar) |

| 4. forduló 2007. szeptember 26. 15:00 |

| Pénzügyőr SE | 1 – 7               | Kaposvári Rákóczi                                                          |
| ------------ | ------------------- | -------------------------------------------------------------------------- |
| Patkó 80'    | (0 – 4) Jegyzőkönyv | Oláh 21' 28' 60' Vasiljević 23' André Alves 27' 55' Bozović 72' Pintér 38' |

| Játékvezető: Németh Ádám (magyar) |

| 5. forduló 2007. október 24. 18:00 |

| Ferencváros                          | 2 – 2               | Kaposvári Rákóczi                               |
| ------------------------------------ | ------------------- | ----------------------------------------------- |
| Bartha 14' Dragóner 62' 27' Deme 42' | (1 – 2) Jegyzőkönyv | André Alves 39' Zahorecz 45' 45′ Vasiljević 61' |

| Üllői út, Budapest Játékvezető: Solymosi Péter (magyar) |

| 6. forduló 2007. november 7. 18:00 |

| Kaposvári Rákóczi       | 2 – 1               | Ferencváros                                 |
| ----------------------- | ------------------- | ------------------------------------------- |
| Oláh 30' 38' Maróti 73' | (2 – 0) Jegyzőkönyv | Fitos 48' Mátyus 36' Vasas 43' Dragóner 90′ |

| Rákóczi Stadion, Kaposvár Játékvezető: Arany Tamás (magyar) |

| Negyeddöntő Első mérkőzés 2008. március 19. 19:00 |

| Gyirmót FC                               | 2 – 4               | Kaposvári Rákóczi                                  |
| ---------------------------------------- | ------------------- | -------------------------------------------------- |
| Varga 7' Oross 17' Horváth 66' Török 75' | (2 – 1) Jegyzőkönyv | Pintér 40' Grúz 53' Oláh 67' Nikolics 69' Ribi 45' |

| Győr Játékvezető: Szabó Zsolt (magyar) |

| Negyeddöntő Visszavágó 2008. március 25. 18:00 |

| Kaposvári Rákóczi                                                               | 3 – 0               | Gyirmót FC |
| ------------------------------------------------------------------------------- | ------------------- | ---------- |
| Szakály 44' Zahorecz 48' André Alves 55' Kovácsevics 21' Leandro 58' Graszl 90' | (1 – 0) Jegyzőkönyv | Nagy 69'   |

| Rákóczi Stadion, Kaposvár Játékvezető: Gaál Gyöngyi (magyar) |

| Elődöntő Első mérkőzés 2008. április 1. 18:00 |

| Budapest Honvéd                                                         | 4 – 0               | Kaposvári Rákóczi                    |
| ----------------------------------------------------------------------- | ------------------- | ------------------------------------ |
| Dobos 19' Hercegfalvi 54' 89' Bárányos 67' Ivancsics 43' Benjamin 90+2' | (1 – 0) Jegyzőkönyv | Graszl 58' Nikolics 70' Zahorecz 90' |

| Bozsik József Stadion, Budapest Játékvezető: Iványi Zoltán (magyar) |

| Elődöntő Visszavágó 2008. április 9. 18:00 |

| Kaposvári Rákóczi             | 1 – 2               | Budapest Honvéd          |
| ----------------------------- | ------------------- | ------------------------ |
| Pomper 83' (öngól) Graszl 73' | (0 – 2) Jegyzőkönyv | Smiljanić 35' Genito 44' |

| Rákóczi Stadion, Kaposvár Játékvezető: Szilasi Szabolcs (magyar) |

### Ligakupa

#### Őszi csoportkör (B csoport)
| 1. forduló 2007. augusztus 15. 19:00 |

| Kaposvári Rákóczi | 0 – 2               | Zalaegerszegi TE                 |
| ----------------- | ------------------- | -------------------------------- |
| Graszl 46'        | (0 – 1) Jegyzőkönyv | Lukács 29' Molnár 73' Kottán 70' |

| Rákóczi Stadion, Kaposvár Nézőszám: 800 Játékvezető: Bognár Tamás (magyar) |

| 2. forduló 2007. augusztus 22. 16:00 |

| Rákospalotai EAC                                                            | 5 – 1               | Kaposvári Rákóczi                            |
| --------------------------------------------------------------------------- | ------------------- | -------------------------------------------- |
| Délczeg 10' Dinka 29' Kőhalmi 31' Kiss 55' Horváth 76' Matondo 26' Rása 44′ | (3 – 1) Jegyzőkönyv | Šuljić 22' Tonković 29' Milinte 31' Mező 75′ |

| Budai II László Stadion, Budapest Játékvezető: Pánczél Krisztián (magyar) |

| 3. forduló 2007. szeptember 9. 19:00 |

| Kaposvári Rákóczi     | 1 – 2               | BFC Siófok                                 |
| --------------------- | ------------------- | ------------------------------------------ |
| Balogh 79' Graszl 57' | (0 – 1) Jegyzőkönyv | Lipcsei 16' Fülöp 73' Kanta 43' László 89' |

| Rákóczi Stadion, Kaposvár Játékvezető: Szilasi Szabolcs (magyar) |

| 4. forduló 2007. szeptember 19. 16:30 |

| BFC Siófok                                  | 4 – 1               | Kaposvári Rákóczi       |
| ------------------------------------------- | ------------------- | ----------------------- |
| Fülöp 16' Homonyik 28' Kanta 55' László 70' | (2 – 1) Jegyzőkönyv | Reszli 40' Tonković 56' |

| Révész Géza utcai stadion, Siófok Játékvezető: Pintér Csaba (magyar) |

| 5. forduló 2007. október 3. 18:00 |

| Zalaegerszegi TE     | 1 – 1               | Kaposvári Rákóczi                                |
| -------------------- | ------------------- | ------------------------------------------------ |
| Lukács 81' Botis 87' | (0 – 0) Jegyzőkönyv | Šuljić 77' Graszl 12' Tonković 66' Szakály 90+2′ |

| ZTE Aréna, Zalaegerszeg Nézőszám: 800 Játékvezető: Király Krisztián (magyar) |

| 6. forduló 2007. október 10. 18:00 |

| Kaposvári Rákóczi                             | 2 – 2               | Rákospalotai EAC                            |
| --------------------------------------------- | ------------------- | ------------------------------------------- |
| Farkas 43' Reszli 64' Leandro 39' Horváth 66' | (1 – 1) Jegyzőkönyv | Matondo 19' Kiss 70' Pusztai 42' Kovács 73' |

| Rákóczi Stadion, Kaposvár Játékvezető: Bognár Tamás (magyar) |

#### A B csoport végeredménye
| Csapat            | M | Gy | D | V | G+ | G– | Gk  | P  |
| ----------------- | - | -- | - | - | -- | -- | --- | -- |
| Zalaegerszegi TE  | 6 | 5  | 1 | 0 | 18 | 7  | +11 | 16 |
| REAC              | 6 | 2  | 2 | 2 | 14 | 12 | +2  | 8  |
| BFC Siófok        | 6 | 2  | 1 | 3 | 9  | 12 | –3  | 7  |
| Kaposvári Rákóczi | 6 | 0  | 2 | 4 | 6  | 16 | –10 | 2  |

#### Tavaszi csoportkör (B csoport)
| 1. forduló 2007. december 1. 13:00 |

| BFC Siófok             | 1 – 2               | Kaposvári Rákóczi                                             |
| ---------------------- | ------------------- | ------------------------------------------------------------- |
| Forgács 40' Tusori 56' | (1 – 0) Jegyzőkönyv | Leandro 48' Szakály 60' Pintér 60' André Alves 76' Šuljić 86' |

| Kaposvár Játékvezető: Bognár Tamás (magyar) |

| 2. forduló 2007. december 5. 13:00 |

| Kaposvári Rákóczi                                                | 4 – 5               | Paksi FC                                                                      |
| ---------------------------------------------------------------- | ------------------- | ----------------------------------------------------------------------------- |
| Grúz 43' André Alves 47' Bozović 55' 90+2' Pintér 51' Šuljić 90' | (1 – 2) Jegyzőkönyv | Éger 7' Salamon 41' Böde 62' 76' Kiss 69' Vári 90' 77' Tamási 15' Balaskó 32' |

| Rákóczi Stadion, Kaposvár Játékvezető: Király Krisztián (magyar) |

| 3. forduló 2007. december 8. 13:00 |

| Kaposvári Rákóczi | 2 – 0               | FC Fehérvár  |
| ----------------- | ------------------- | ------------ |
| Bozović 44' 56'   | (1 – 0) Jegyzőkönyv | Janovics 56' |

| Kaposvár Játékvezető: Oláh Gábor (magyar) |

| 4. forduló 2008. február 16. 14:00 |

| FC Fehérvár          | 2 – 0               | Kaposvári Rákóczi |
| -------------------- | ------------------- | ----------------- |
| Simek 19' Farkas 62' | (1 – 0) Jegyzőkönyv | Horváth 67'       |

| Sóstói Stadion, Székesfehérvár Játékvezető: Szilasi Szabolcs (magyar) |

| 5. forduló 2008. február 20. 14:00 |

| Kaposvári Rákóczi | 2 – 1               | BFC Siófok  |
| ----------------- | ------------------- | ----------- |
| Nikolics 29' 38'  | (2 – 0) Jegyzőkönyv | Forgács 89' |

| Kaposvár Játékvezető: Németh Ádám (magyar) |

| 6. forduló 2008. február 27. 14:00 |

| Paksi FC                             | 2 – 1               | Kaposvári Rákóczi                                |
| ------------------------------------ | ------------------- | ------------------------------------------------ |
| Báló 25' 27' Weitner 59' Pokorni 60' | (2 – 0) Jegyzőkönyv | Bozović 61' Márton 28' Petrók 45' Szolomájer 83' |

| Fehérvári úti stadion, Paks Játékvezető: Király Krisztián (magyar) |

#### A B csoport végeredménye
| Csapat            | M | Gy | D | V | G+ | G– | Gk | P  |
| ----------------- | - | -- | - | - | -- | -- | -- | -- |
| Paks              | 6 | 5  | 0 | 1 | 16 | 10 | +6 | 15 |
| BFC Siófok        | 6 | 3  | 0 | 3 | 15 | 13 | +2 | 9  |
| Kaposvári Rákóczi | 6 | 3  | 0 | 3 | 11 | 11 | 0  | 9  |
| FC Fehérvár       | 6 | 1  | 0 | 5 | 7  | 15 | –8 | 3  |

## Külső hivatkozások
- A csapat hivatalos honlapja (magyarul)
- A Magyar Labdarúgó Szövetség honlapja, adatbankja (magyarul)
- A Kaposvári Rákóczi FC mérkőzései